# 松永亀三郎
松永 亀三郎（まつなが かめさぶろう、1915年3月2日 - 1997年9月29日）は、日本の実業家。中部電力社長や、同社会長、中部経済連合会会長、中部航空調査会理事長、涼仙ゴルフ倶楽部理事長等を務めた。

## 人物・経歴
長崎県壱岐島出身。松永安左エ門の甥。1936年関西学院高等商業学校（現関西学院大学）卒業、合同電気入社。1985年から中部電力社長を務めた。1989年涼仙ゴルフ倶楽部理事長。1991年同社会長及び中部経済連合会会長に就任。中部航空調査会理事長も務め、中部国際空港計画などにあたった。